# Рафаело (Нинџа корњаче)
Рафаело или Рафаел (енгл. Raphael) је измишљени лик и из серијала Нинџа корњаче. Његов повез за очи је црвене боје, а оружје пар саија. Углавном се приказује као агресиван и бунтован. Велики је шаљивџија, пун сарказма и ароганције. У серијалу се често наглашава је његов ривалитет са фактички вођом тима, Леонардом, и нетрпељивост са Микеланђелом. Име је добио по Рафаелу Сантију (итал. Raffaello Sanzio).